# Eustomias decoratus
Eustomias decoratus és una espècie de peix de la família dels estòmids i de l'ordre dels estomiformes.

## Hàbitat
És un peix marí i d'aigües tropicals que viu fins als 235 m de fondària.

## Distribució geogràfica
Es troba a l'Atlàntic occidental central: 32° 19′ N, 63° 37′ W (a prop de Bermuda).